# 和田雅樹
和田 雅樹（わだ まさき、1961年12月21日 - ）は、日本の検察官。法務省入国管理局長、最高検察庁公判部長、公安調査庁長官、広島高等検察庁検事長を歴任。
精神科医・評論家の和田秀樹は実兄である。

## 職歴
- 大阪府出身
- 大阪星光学院中学校・高等学校卒業
- 東京大学法学部卒業
- 1987年 - 東京地方検察庁検事任官
- 1988年 - 岡山地方検察庁検事
- 1993年 - 大阪地方検察庁検事
- 1995年 - 在ジュネーヴ日本政府代表部一等書記官
- 1999年 - 東京地方検察庁検事
- 2000年 - 長野地方検察庁三席検事
- 2004年 - 東京地方検察庁検事
- 2008年 - 東京高等検察庁検事
- 2009年 - 法務省刑事局国際課長
- 2011年 - 法務省刑事局刑事課長
- 2012年 - 法務省大臣官房施設課長
- 2013年 - 法務省大臣官房審議官 (矯正局担当)
- 2014年 - 函館地方検察庁検事正
- 2016年 - 最高検察庁検事
- 2017年 - 法務省入国管理局長[1]
- 2019年 - 最高検察庁公判部長
- 2020年5月29日 - 公安調査庁長官[2]
- 2023年1月10日 - 広島高等検察庁検事長[3]
- 2024年12月10日 - 退職[4]
- 2025年 石油資源開発取締役（伊藤鉄男の後任）[5]